# HD 48073
HD 48073，又名BD+37 1567，SAO 59406、HR 2464，是一颗恒星，视星等为6.19，位于銀經178.29，銀緯14.47，其B1900.0坐标为赤經6h 36m 26.3s，赤緯+37° 14.47′ 39″。